# Eresus robustus
Espèce
Eresus robustus est une espèce d'araignées aranéomorphes de la famille des Eresidae.

## Distribution
Cette espèce est endémique d'Espagne. Elle se rencontre dans la sierra de Leyre en Navarre.

## Description
La femelle holotype mesure 22 mm.

## Publication originale
- Franganillo, 1918 : Arácnidos nuevos o hallados por primera vez en España. Boletín de la Sociedad Entomológica de España, vol. 1, p. 120-123 (texte intégral).